# Studentenberg (Hof)

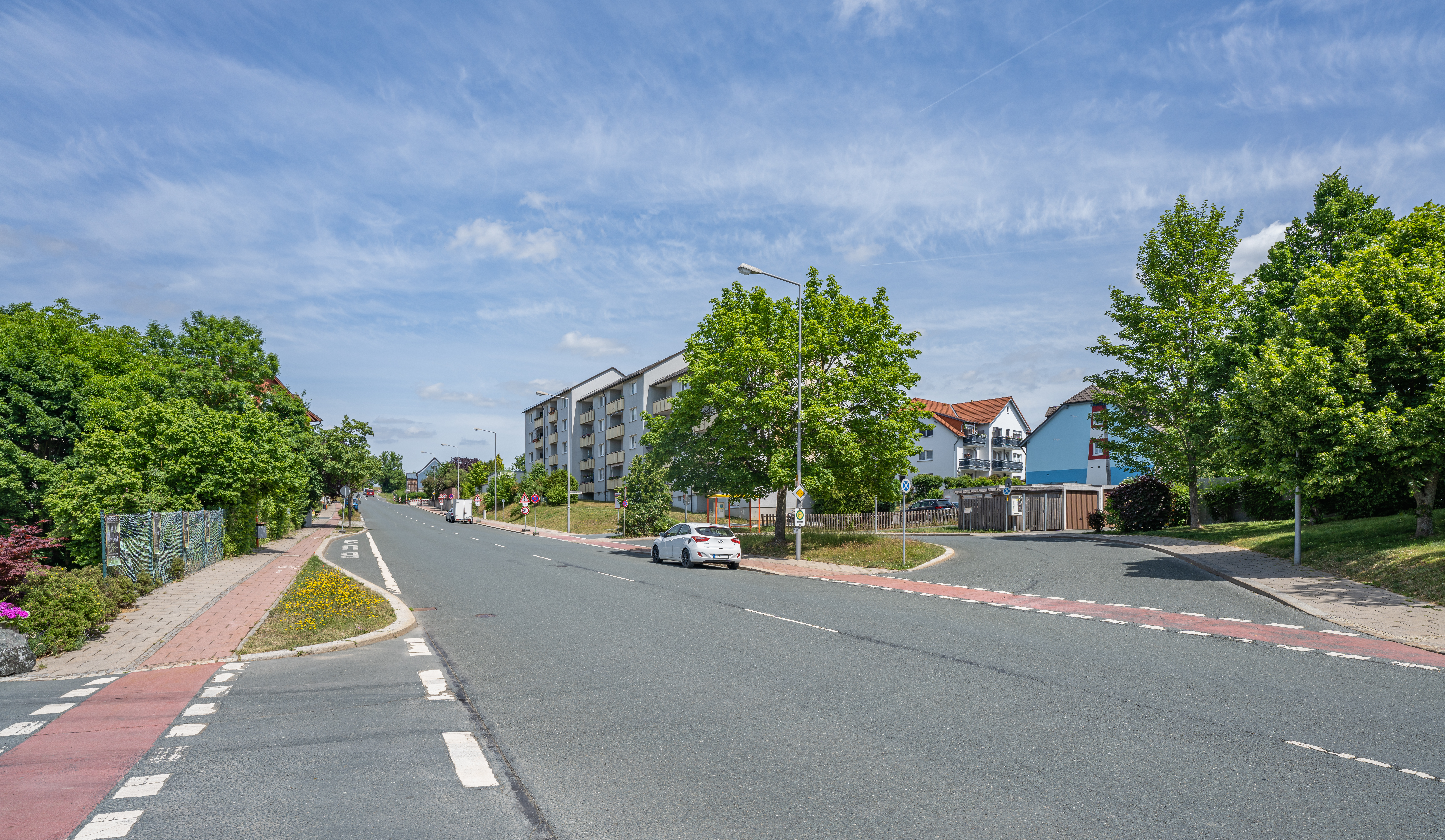
Ansicht vor Ort mit Schleizer Straße

Studentenberg ist ein Stadtteil der kreisfreien Stadt Hof in Bayern.

## Lage und Geschichte
Studentenberg liegt im Norden der Stadt Hof, östlich der Saale, gegenüber dem Stadtteil Unterkotzau.
Die ältesten Häuser wurden in der Gründerzeit errichtet.
Die Bebauung besteht aus Wohnhäusern und Villen aus der Gründerzeit sowie aus Einfamilienhäusern.
Die nordöstlichen Straßen des Stadtteils wurden nach ostdeutschen Elementen wie Thüringen oder Greiz benannt. Etwas südlicher baute man sieben Straßen, die den Charakteren der Nibelungensage gewidmet wurden. Sie alle, benannt nach Alberich, Brunhild, Gunther, Hagen, Kriemhild, Siegfried und Ute, münden in die Nibelungenstraße.
Die Bushaltestelle Studentenberg ist eine Endhaltestelle der Buslinie 4 und befindet sich an der Straße Studentenberg.